# دنادل (السياني)

تعديل مصدري - تعديل

دنادل محلة تابعة لقرية المشيرعة، التابعة لعزلة العربيين بمديرية السياني إحدى مديريات محافظة إب في الجمهورية اليمنية.، بلغ تعداد سكانها 58 حسب تعداد اليمن لعام 2004.